# 샤를 드골 (1948년)

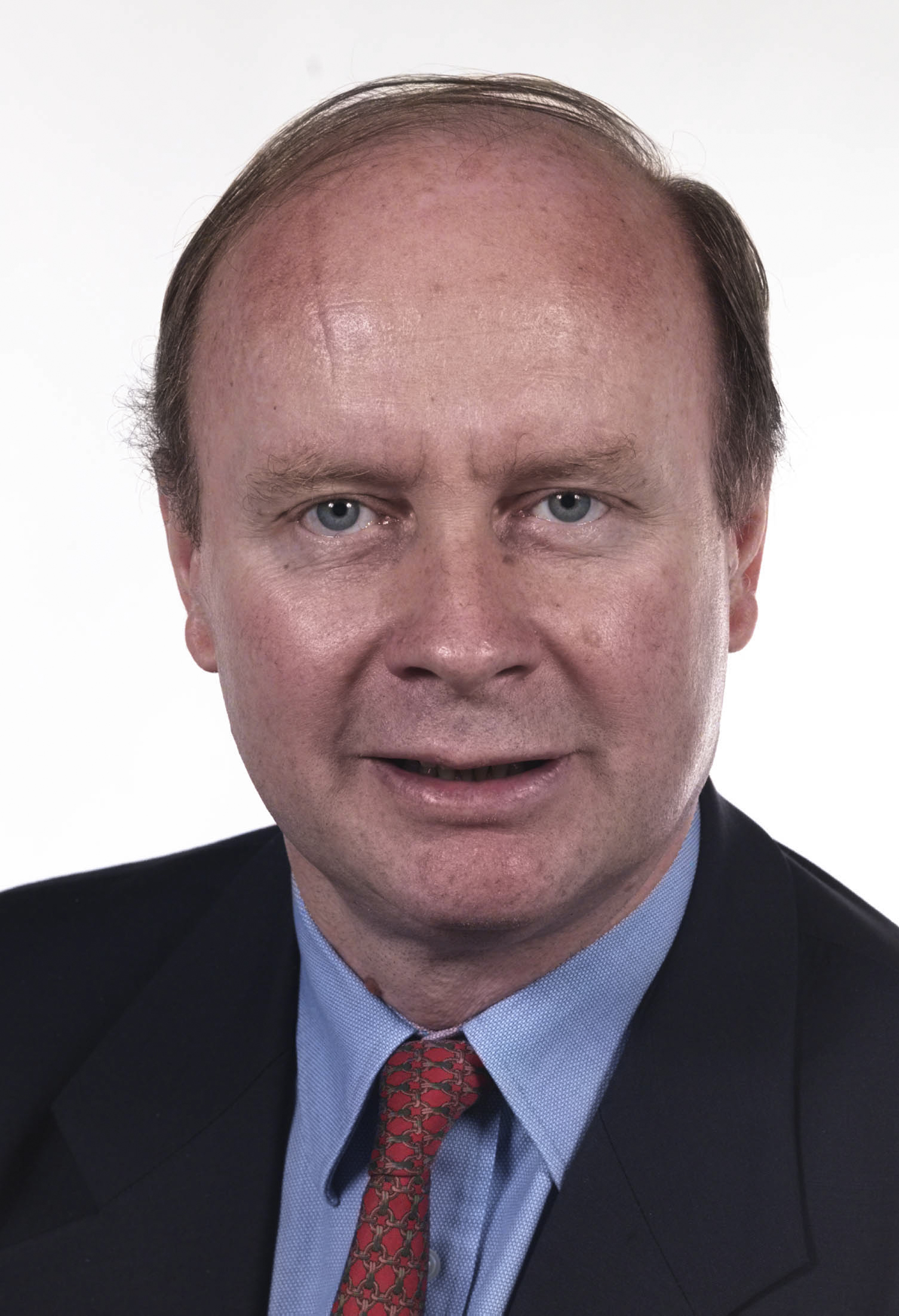

샤를 로제 르네 자크 드골(프랑스어: Charles Roger René Jacques de Gaulle, 1948년 9월 25일 ~ )은 프랑스의 정치인이다. 그는 필리프 드골 제독의 장남이자 샤를 드골 장군의 손자이며, 1994년부터 2004년까지 유럽의회(MEP) 의원을 역임했다.
1971년부터 파리에서 변호사로 활동한 샤를 드골은 1986년부터 1992년까지 프랑스민주연합(UDF) 중도우파당의 일원으로 북파드칼레 지역 고문을 지냈다. 1989년부터 1990년까지 그는 오드센주의 뤼일말메종 시장의 첫 번째 보좌관이었다. 그는 1989년 유럽 의회 선거 동안 발레리 지스카르 데스타잉의 선거인 명단에 있었고, 그의 앞에 있던 UDF 회원들로부터 사임한 후, 1993년 스트라스부르에서 그의 자리에 앉았다.
1994년 유럽 의회 선거에서, 그는 프랑스를 위한 필리프 드 빌리에르 운동 (MPF)의 선거인 명부에 올라 당선되었다. 샤를 드골은 1998년 장 마리 르펜의 국민전선 (FN)과 가까워졌다. 그는 스트라스부르그에서 르펜의 의회 면책특권의 정지에 투표하는 것을 거부했다. 그는 1999년 FN에 가입했고, 1999년 유럽 선거와 2001년 파리 지방선거에서 국민전선 명단에 자신을 올렸다. 그는 2004년 유럽의회에 재선되지 않았다.